# Barraca El Mirador
La barraca de El Mirador es un edificio emblemático de la ciudad de Bahía Blanca en Argentina. Se construyó e inauguró en 1886, para el negocio de lanas y otros productos del comerciante Bartolomé Tellarini. Se encuentra en la avenida Parchappe, a la altura del 882 y colindando con la calle Pellegrini.
Se le dio popularmente el nombre de El Mirador porque el edificio tiene una torre-mirador desde donde se puede observar la ciudad.

## Historia
El comerciante Bartolomé Marcelino Tellarini se radicó en Bahía Blanca en 1884, y mandó a construir el edificio, que se ubica en la av. Parchappe a la altura del 882 (en aquel entonces llamada calle Circunvalación), y colindando con la calle Pellegrini. En 1886 se inauguró como barraca para el negocio de comercio de lanas, cueros, frutos y cereales de Bartolomé Tellarini.
El mirador tiene líneas estilísticas del Renacimiento italiano, con arcos de medio punto y pilastras apareadas. Se le dio popularmente el nombre de El Mirador porque el edificio tiene una torre-mirador desde donde se puede observar la ciudad. El edificio, de superficie aproximada de 4.500 metros cuadrados, contaba con seis piezas al frente para oficinas, entrada independiente a la casa, la cual disponía de sala y 13 habitaciones, y un conjunto de galpones de material, con techo de cinc y pisos de madera y piedra. 
El lugar era ideal para ese tipo de operaciones y la barraca contaba con dos desvíos ferroviarios que facilitaban las tareas de carga y descarga de los vagones ferroviarios. Hasta allí llegaba uno de los tantos desvíos construidos por el ferrocarril para permitir el traslado de mercaderías a las firmas ubicadas en la parte posterior de la estación Sud. 
En 1926 murió Bartolomé Tellarini. El inmueble fue adquirido por una de las firmas madereras tradicionales de la ciudad: E. y W. Wojzsko. En noviembre de 1958, la firma W. y E. Wojszko inauguró su establecimiento maderero en la ex barraca Tellarini.
En el mirador del edificio, la empresa montó un bar americano para uso de sus empleados.
La barraca del Mirador sigue en pie, hoy desafectada de todo uso.No queda apenas nada de la fachada original, aunque su torre ha mantenido su arquitectura original.  Mantiene grabado en su frente el nombre del establecimiento maderero Wojzsko. 
En diciembre de 2023, a causa de un fuerte temporal, resultó dañada la torre mirador. Parte de su pared lateral se cayó. 